# Велозу, Каэтану
Каэта́ну Эмануэл Виана Теллес Вело́зу (порт.-браз. Caetano Emanuel Viana Telles Veloso; род. 7 августа 1942 года) — бразильский композитор, певец и гитарист, представитель бразильской популярной музыки. Пятикратный лауреат премии «Грэмми», в 2012 году получил «Латинскую Грэмми» в номинации «Человек года».
Уроженец штата Баия, Велозу был вдохновлён успехом своей сестры, певицы Марии Бетании, на переезд в Рио-де-Жанейро в середине 1960-х годов. Он стал сочинять и исполнять музыку, которая, отталкиваясь от ставшей уже традиционной босса-новы, вбирала в себя стилевые особенности рок-музыки, прежде всего, американского фолк-рока и арт-рока.
Военная хунта, которая находилась у власти в Бразилии, не одобряла концертные выступления Жила и Велозу, считая их рассадником радикализма среди молодёжи. После демонстративного совместного концерта оба музыканта были в 1969 г. высланы в Лондон, где жили два года. По возвращении в Бразилию Велозу продолжил активную концертную деятельность, и со временем его выступления стали визитной карточкой современной бразильской музыки.
В конце XX века Велозу записал альбом, посвящённый памяти Феллини и Мазины. После появления в фильме Педро Альмодовара «Поговори с ней» он был приглашён выступить на церемонии вручения премии «Оскар». В 2004 году вышел первый англоязычный альбом Велозу, Foreign Sound, в котором он представил собственные версии классических поп-стандартов.

## Источник
- Биография (недоступная ссылка) в музыкальной энциклопедии Allmusic
- Медиафайлы по теме Велозу, Каэтану на Викискладе